# 후니오르 FC
클루브 데포르티보 포풀라르 후니오르 FC(Club Deportivo Popular Junior F.C. S.A.) 또는 후니오르(Junior), 아틀레티코 후니오르(Atlético Junior)는 콜롬비아에 위치한 바랑키야를 연고로 하는 축구팀이다. 이 팀은 1924년에 창단했다.

## 선수 명단

### 현역
참고: FIFA 자격 규정에 따라 소속된 국가대표팀 국기를 표시합니다. 선수는 복수의 FIFA 비회원국 국적을 가지고 있을 수 있습니다.
| 번호 | 포지션 | 국적 | 이름 |
| ---- | ------ | ---- | ---- |

| 번호 | 포지션 | 국적     | 이름            |
| ---- | ------ | -------- | --------------- |
| 66   | DF     | 파라과이 | 하비에르 바에즈 |
| 77   | GK     | 우루과이 | 산티아고 멜     |

## 역대 감독
| 감독               | 임기      |
| ------------------ | --------- |
| 호르헤 루이스 핀토 | 2003~2004 |
| 알베르토 가메로    | 2017      |
| 세사르 파리아스    |           |

틀:후니오르 FC 선수 명단